# Pseudonortonia parvilineata
Pseudonortonia parvilineata är en stekelart som först beskrevs av Cameron.  Pseudonortonia parvilineata ingår i släktet Pseudonortonia och familjen Eumenidae. Inga underarter finns listade i Catalogue of Life.